# Laura Marin
Laura Marin (n. 20 august 1969

, Șendreni, Galați, România) este un deputat român, ales în 2014 din partea Partidului Social Democrat.